# Kostel svatého Štěpána (Bílina)
Kostel svatého Štěpána v Bílině v okrese Teplice byla sakrální stavba, která byla zbořená v listopadu 1983. Kostel stál na zrušeném hřbitově v Mosteckém předměstí. V místě dnes stojí pouze barokní socha sv. Antonína z roku 1764.

## Historie
Původní gotický hřbitovní kostel byl postaven na Mosteckém předměstí v roce 1361. Mezi roky 1651 až1698 byl kostel rozšířen o dvě barokní kaple, umístěné po obou stranách lodi. Hlavnímu oltáři dominoval obraz, vytvoření v roce 1696.  V roce 1854 byl starý kostel zbořen a na jeho základech byl vystavěn nový kostel v novorománském slohu s použitím starých základů a obou barokních kaplí.

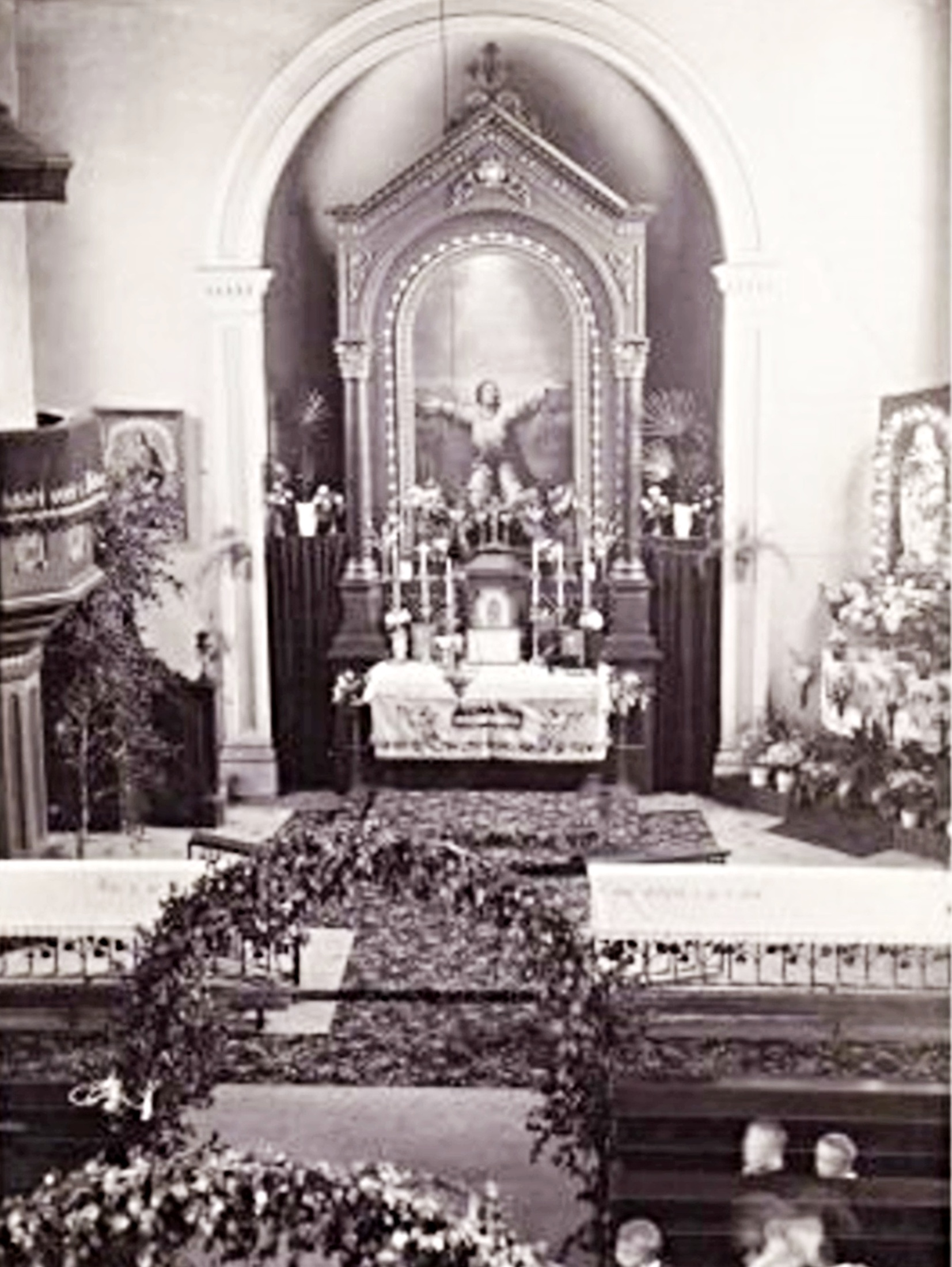
Interiér kostela s obrazem sv. Štěpána na hlavním oltáři

V roce 1896 byl zrušen také starý hřbitov, který původní kostel obklopoval, a místo bylo přeměněno v park. Náhrobek známého lékaře, mineraloga a geologa Franze Ambrosia Reusse, který byl na starém hřbitově pohřbený v roce 1830, byl vsazen do zdi nového kostela.

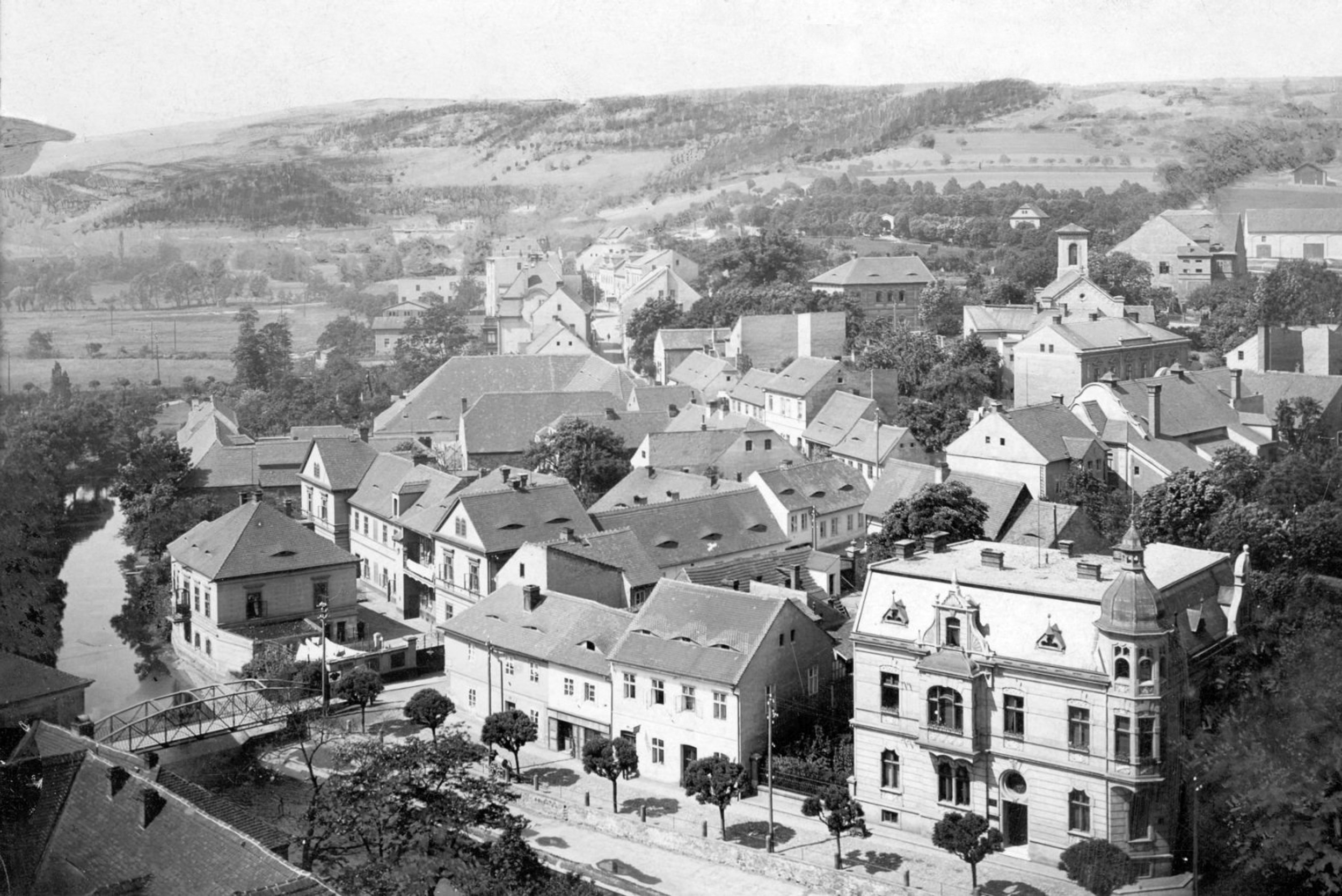
Pohled na město v první polovině 20. století, kostel sv. Štěpána je na snímku vpravo vzadu

Po odsunu německých obyvatel Bíliny v letech 1945 až 1946 byly bohoslužby přesunuty do kostela sv. Petra a Pavla a kostel sv. Štěpána začal postupně chátrat. V 60. a 70. letech 20. století byl interiér kostela využíván postupně místní poliklinikou, školou a domovem důchodců jako skladiště. Zchátralý kostel s propadlým stropem a zničeným interiérem byl zbořen v roce 1983.

## Architektura
Kostel byl obdélný s půlkruhovou apsidou, měl měl sedlovou střechu a v západním průčelí byla postavena hranolová věž s nízkou střechou a s velkými  okny. Uvnitř kostela byl plochý strop.

## Vybavení
Hlavní oltář byl novorománský a pocházel z roku 1883. Oltářní obraz sv. Štěpána byl signován „A. Jul. Paschek, pinx. 1858“. Boční oltář byl zasvěcen sv. Kříži. Jednalo se o plochou pozdně barokní architekturu s velkým obrazem z roku 1760. Druhý boční oltář, který byl obdobný, byl zasvěcen sv. Judovi Tadeáši a pocházel z téže doby.